# کاتاکالی
کاتاکالی

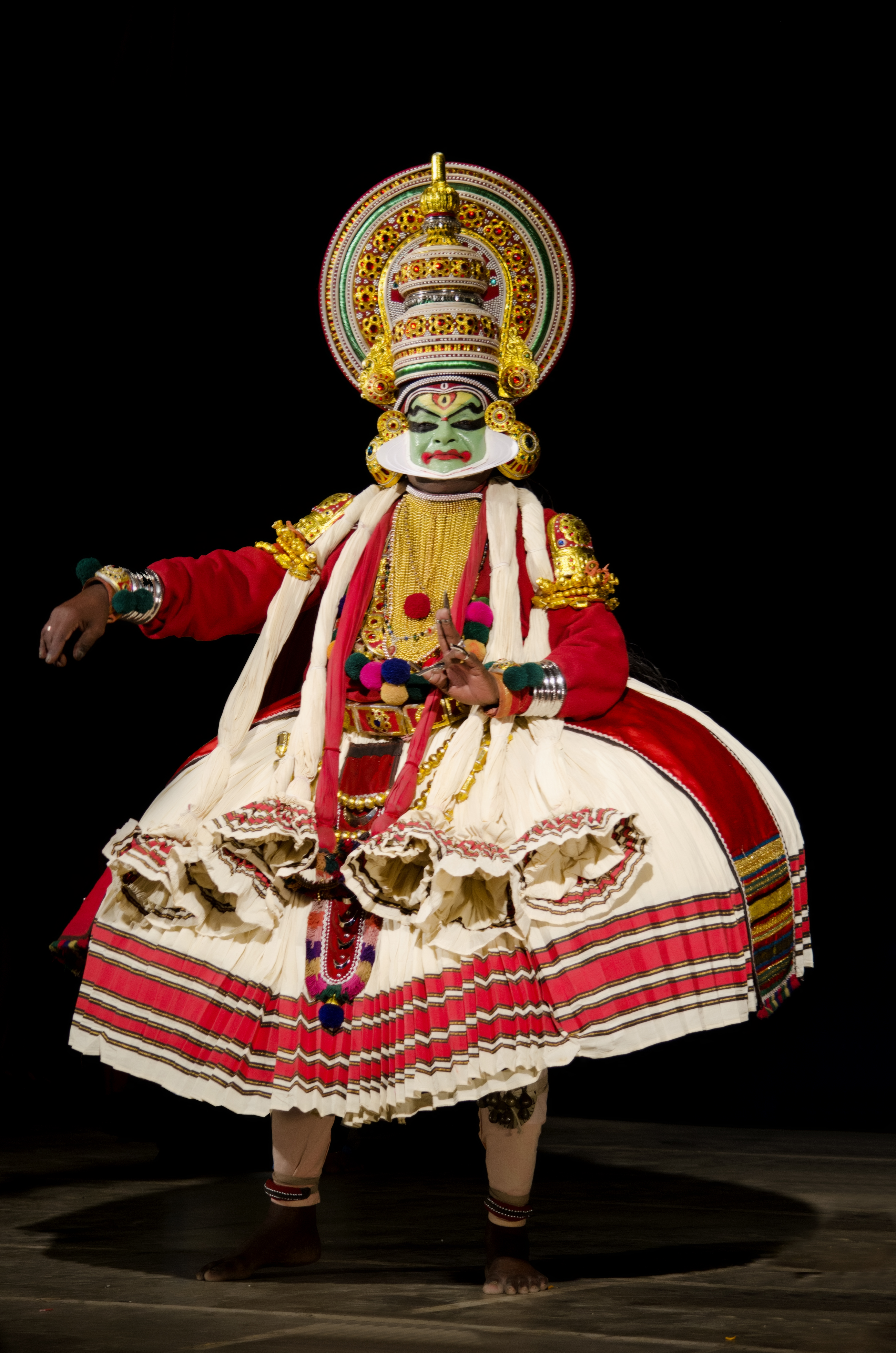
بازیگر کاتاکالی با لباس و چهره‌پردازی کامل

کاتاکالی (در زبان سانسکریتकथाकळिः, kathākaḷiḥ) (در زبان مالایالام: കഥകളി) یکی از سنت‌های هنرهای اجرایی در هند است. کاتاکالی را بیشتر به عنوان یکی از هشت رقص سنتی و اصلی هندوستان می‌شناسند. ولی زیر ساخت‌های نمایشی کاتاکالی سبب می‌شود که آن را زیرمجموعهٔ نمایش‌های سنتی هندوستان نیز به حساب آورند. به این گونه از اجراها در هند «رقص-نمایش» نیز می‌گویند. کاتاکالی از دو واژه‌ی کاتها یا کاتا  (Katha: कथा) به معنای داستان و کالی یا کالا (Kala: कला) به معنای اجرا و نمایش تشکیل شده‌است.

## ریشه‌ها و خاستگاه‌ها

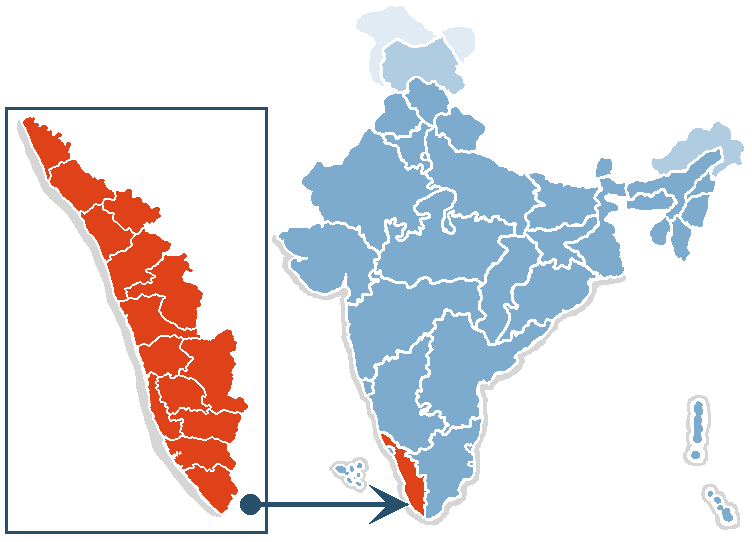
نقشه‌ی ایالت کرالا در هند

کرالا، محل زایش کاتاکالی، در جنوبی‌ترین بخش ساحل باختری شبه‌قارهٔ هند واقع شده‌است. تودهٔ جمعیتی کرالا آمیخته‌ای از نژادهای مهاجران آریایی و ساکنان دراویدی است و از درهم‌تنیدن این دو نژاد، پنج شکل متفاوت هنر اجرایی به نام‌های کالاریپایاتتو، کریشناتتام، راماناتتام، مودیتتو و کودیاتتام شکل گرفته‌اند. همهٔ این گونه‌های اجرایی بر کاتاکالی تأثیر داشته‌اند؛ در واقع می‌توان گفت همهٔ این‌ها گونه‌های اجرایی شناخته‌شده‌ای در منطقه هستند.
مانند بیش‌تر نمایش‌ها و رقص‌های هندی، منابع اجرایی کاتاکالی نیز از حماسه‌های بزرگ رامایانا و ماهابهاراتا و کتاب بهاگاواتا پورانا گرفته شده‌است. هم‌چنین شیوه‌های اجرایی رقص و نمایش در کاتاکالی برگرفته از کتاب‌های باستانی هندو، به‌ویژه ناتیاشاسترا اثر بهاراتا مونی، است. این کتاب را در هند به نام ودای پنجم می‌شناسند. جامه‌ها، آرایش و چهره‌پردازی و لوازم هر شخصیت داستان برگرفته از سازه‌ها و اشکال هنری دو فرهنگ آریایی و دراویدی است. وضعیت‌های بدن هنگام نمایش، گام‌برداشتن‌ها و کنش‌های اجزای بدن، ریشه در هنر جنگ کرالا ، کالاری پایاتتو، دارد که در کاتاکالی اصلاح و با تغییر ناچیزی به کار گرفته شده‌است. هم‌چنین پیشینهٔ کاتاکالی را می‌توان در گونه‌های باستانی هنر اجرایی کرالا مانند سانگ‌ها کالی، کالاریپایاتتو، مودیتتو، کودیاتتام و تیام نیز جست‌وجو کرد.

## بازیگران و بازیگردانان

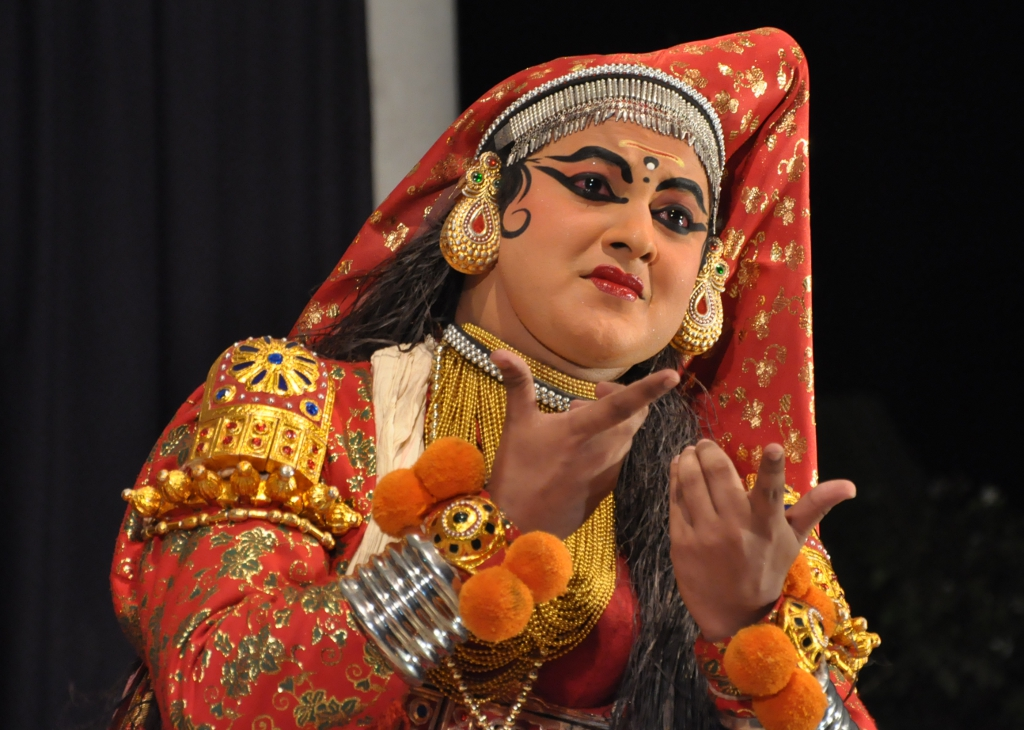
بازیگر زن‌پوش کاتاکالی

هنرجویان کاتاکالی باید تمرین‌های آماده‌سازی دشواری را پشت سر بگذارند. این تمرین‌ها بین دَه تا دوازده سال زمان می‌برند تا هنرپیشهٔ کاتاکالی برای اجرای صحنه آمادگی داشته باشد. بر پایهٔ سنت آموزشی کاتاکالی، تنها مردان حق آموختن کاتاکالی را دارند که این قانون شاید به دلیل زمان زیاد و سختی تمرین‌های کاتاکالی وضع شده باشد؛ ولی امروزه گروه‌هایی از زنان نیز کاتاکالی را تمرین و اجرا می‌کنند.  
تمرین‌ها از دَه تا چهارده سالگی در ماه باران‌های موسمی (ژوئن) (خرداد و تیر) آغاز می‌شود. در گذشته گروه‌های وابسته به خانواده‌های سلطنتی  آموزش و اجرای کاتاکالی را بر عهده داشتند. اگر خانواده‌های سلطنتی  از این گروه‌ها پشتیبانی نمی‌کردند، هنر کاتاکالی مدت‌ها پیش از بین رفته بود. پشتیبانی این خانواده‌ها از این هنر اجرایی، انگیزه‌ای شد تا همهٔ انرژی گروه در اجرا و تمرین به کار برده شود.

## اجرا

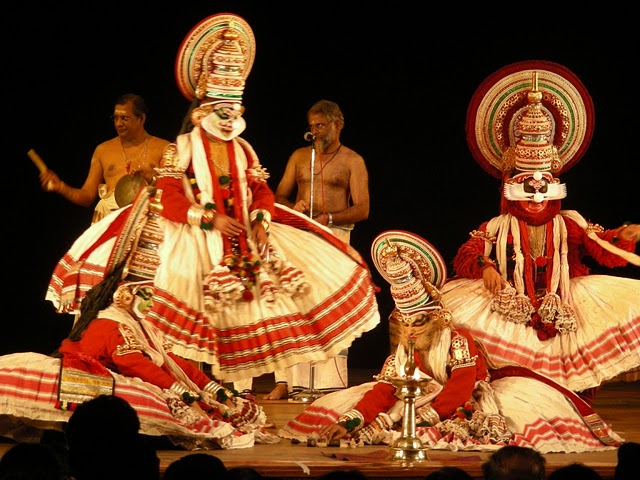
اجرای کاتاکالی

بعدازظهر پیش از اجرای کاتاکالی، گروهی از سازهای کوبه‌ای روی سکوی کنار صحنه قرار می‌گیرند و نوازندگان با سازهایشان مردم را به تماشای نمایش در شب فرامی‌خوانند. به این گروه، کلی می‌گویند. سازهای گروه کلی از چندا، ماددالام، چنگیلا و الاتهالام تشکیل شده‌است. زمانی که گروه کلی کار خود را آغاز می‌کند، بازیگران نیز چهره‌پردازی و آرایش را آغاز می‌کنند. کاتاکالی معمولاً از شب تا صبح و به مدت چند شب پیاپی اجرا می‌شود.
پیش از اجرای هر صحنه و ورود بازیگران، موسیقی مقدماتی نواخته می‌شود که حالت‌های اجرا و موقعیت صحنه را بازگو می‌کند. پس از اجرای این قطعهٔ موسیقی، بازیگران به صحنه وارد می‌شوند و بازی خود را آغاز می‌کنند. ریتم آغاز حرکت‌ها و موسیقی در صحنه‌های رمانتیک، بسیار کند، در صحنه‌های ورود قهرمانان داستان به صحنه، میانه و در صحنه‌هایی با فضای خشم و عصبانیت، تند است.

## طراحی صحنه

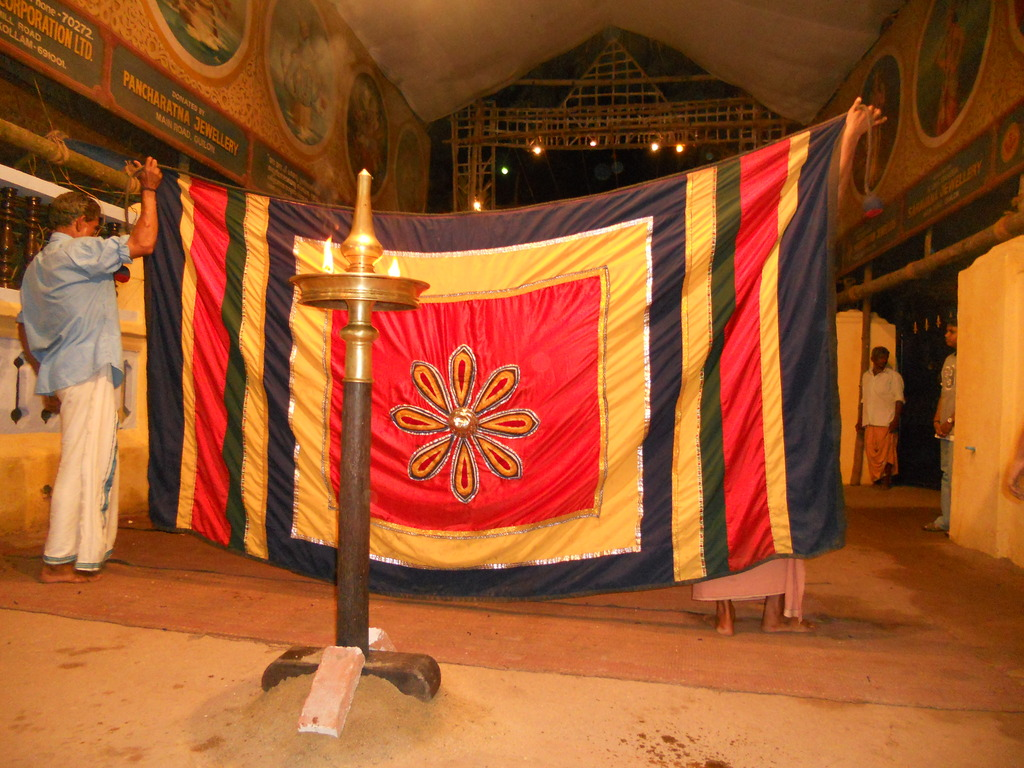
صحنه، پرده و چراغ روغنی مشهور کاتاکالی

طراحی صحنهٔ کاتاکالی بسیار ساده است. اجراها بیش‌تر در حیاط یک معبد یا خانه یا در شالی‌زارِ دروشده صورت می‌گیرند. صحنه از چهار ستون عمودی تشکیل می‌شود. این چهار ستون در چهار گوشهٔ سکویی به درازای تقریبی پنج تا پنج‌ونیم متر با پهنای پنج و ارتفاع دو متر قرار می‌گیرند. پشت صحنه را با پارچه یا حصیر می‌پوشانند. در زمان‌های گذشته کف صحنه را با گل یا تاپالهٔ گاو می‌پوشاندند. صحنهٔ اجرایی بدون سقف است؛ ولی گاهی به‌وسیلهٔ برگ‌های نارگیل پوشیده می‌شود. این برگ‌ها را با ریسمان به هم می‌بندند. دو چهارپایهٔ چوبی تنها سازوبرگ صحنه در کاتاکالی است که به تناسب صحنه‌ها به جای تخت پادشاهی، کاخ، کوه و قایق از آن‌ها استفاده می‌کنند.

## طراحی جامه‌ها و سرجامه‌ها

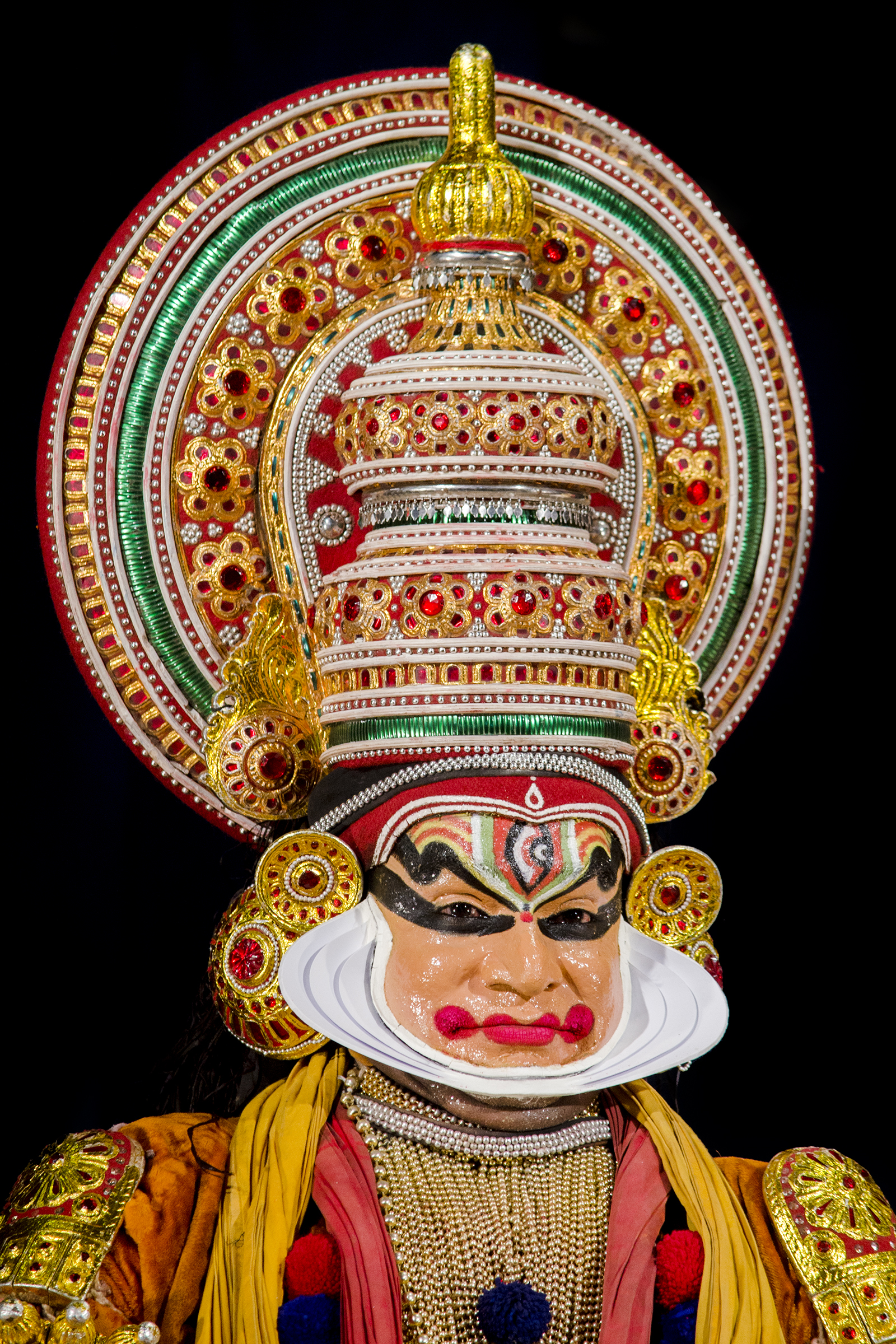
چهره پردازی و سرجامه‌ی کاتاکالی

در کاتاکالی شخصیت‌ها بسیار پیچیده‌اند. مجموعه‌ای از خدایان و ابرانسان‌ها فضایی را می‌آفرینند که شیوهٔ اجرایی ویژه‌ای را چه روی صحنه یا تمرین‌ها و چه در صحنه‌آرایی طلب می‌کند. این الگوهای شخصیتی نه انسان هستند و نه رفتار انسان‌گونه دارند؛ بل‌که نمایندهٔ حالت‌ها و ویژگی‌ها و کارکردهایی از زندگی هستند که در دنیای کنونی کم‌تر یافت می‌شوند. بنابراین برای نشان‌دادن این ویژگی‌ها طراحان و استادان کاتاکالی، شخصیت‌ها، حرکت‌ها و شکل‌های نمادینی از جامه‌ها و چهره‌‌پردازی‌های انتزاعی آفریده‌اند که نشان‌دهندهٔ ویژگی شخصیت‌ها است. شاید نتوان در همهٔ دنیا، هنر اجرایی مشابهی یافت که در آن، این‌گونه عناصر و واسطه‌های انتقال احساسات در بازی بازیگران و طراحی چهره و جامه‌ها در اوج انتزاع باشند. 

## موسیقی

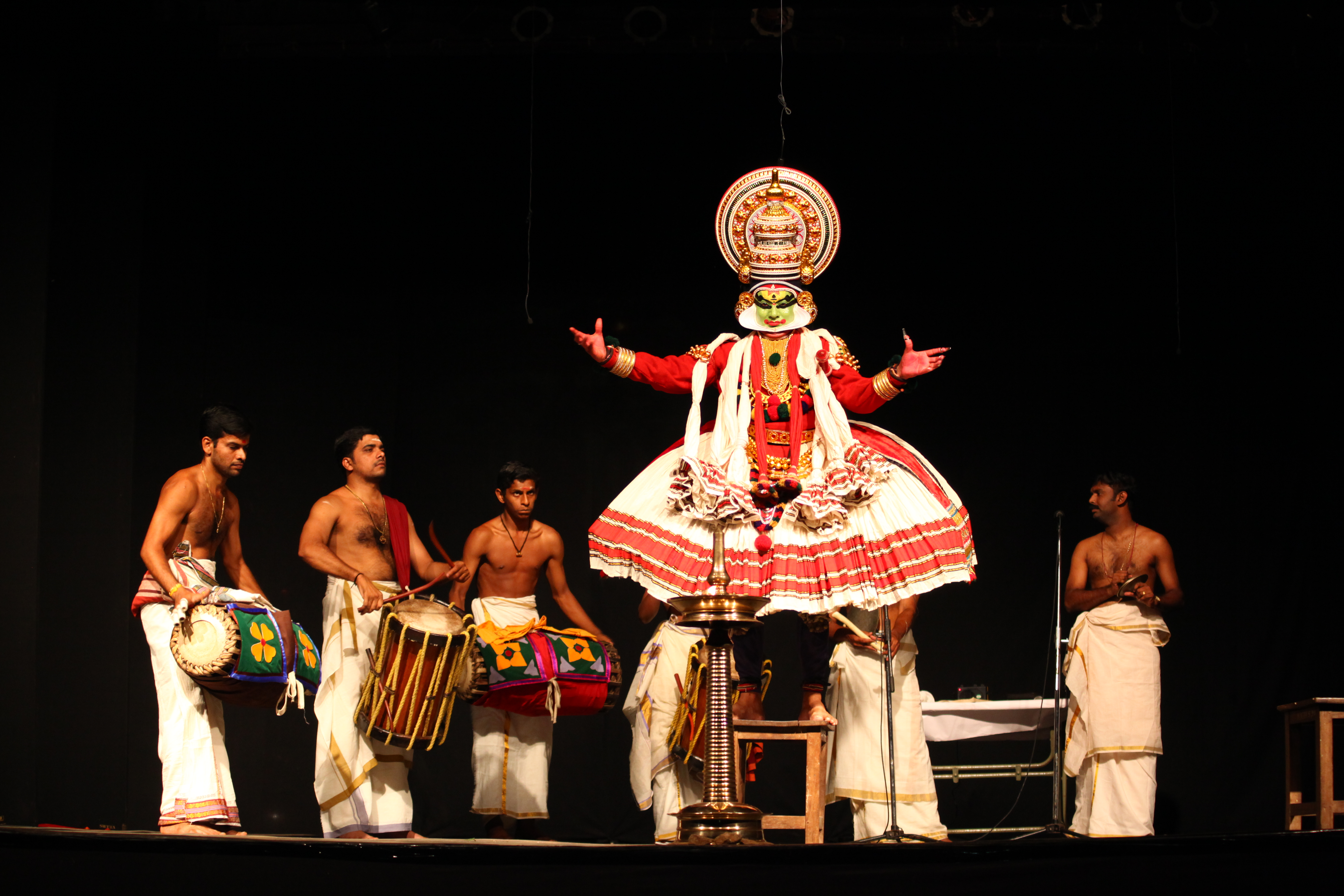
گروه موسیقی کاتاکالی

موسیقی آوازی کاتاکالی بر پایهٔ موسیقی کارنتیک سنتی جنوب ساخته شده‌است. در جنوب هند بیش‌تر دعاهای مذهبی، بهاجان‌ها و کرتان‌ها در گاربها گیریها یا قدس‌الاقداس هر معبد با سبک موسیقی کارنتیک اجرا می‌شود. این نوع موسیقی با هدف گسترش صلح، آشتی و آرامش نواخته می‌شود و به همین دلیل ضرب‌آهنگ آن بسیار آرام است. این ضرب‌آهنگ را به نام سوپانا سانگیتام می‌شناسند. این گونه از موسیقی با افزودن واریاسیون‌های احساسی و هیجانی، نخست در کریشناتتام و راماناتتام استفاده می‌شد و از آن پس با اندکی دگرگونی در کاتاکالی نیز اجرا می‌شود. 
موسیقی کاتاکالی با دگرگونی‌های اندک از ساختار موسیقی کارنتیک پیروی می‌کند. نوازنده برای نواختن یک راگا در موسیقی سبک کارنتیک، باید بهاوا یا احساسات گوناگون خود را بنوازد. اما در کاتاکالی راگاها باید بر پایهٔ احساساتی که مربوط به شخصیت‌ها و موقعیت‌های آن صحنه‌اند، نواخته شوند. در نتیجه راگاهای یکسان در یک صحنه گاهی متفاوت به گوش می‌رسند تا احساس‌ و هیجان‌ متناسب با آن صحنه پدید آید. 

## کتاب‌های منتشر شده به زبان فارسی
در ایران، به زبان فارسی و تا زمان تدوین این مقاله، خرداد 1398، تنها دو کتاب دربارهٔ کاتاکالی منتشر شده‌است: 

### کاتاکالی؛تاتر رقصان هند
نخستین کتاب با نام  «کاتاکالی؛ تئاتر رقصان هند» دو مقالهٔ کوتاه  از کاپیلا واتسیایان و آلن دنیلو را در بر می‌گیرد و در 48 صفحه با ترجمهٔ جلال ستاری سال 1377 توسط «نشر نمایش» منتشر شده‌است.

### کاتاکالی؛ با نگاهی به بنیان‌های نمایش در هند
دومین کتاب با نام «کاتاکالی؛ با نگاهی به بنیان‌های نمایش در هند» با گردآوری، تألیف و برگردان  هومن بابک سال 1398 توسط انتشارات «علمی و فرهنگی» در 408 صفحه منتشر شده‌است. این کتاب به شکل بسیار مفصل‌تری نسبت به سلف خود به  نمایش-رقص کاتاکالی و زیرساخت‌های آن در فرهنگ هندی می‌پردازد. کتاب مشتمل بر دو بهره است.  
نخستین بهره به زیرساخت‌ها و بنیان‌های نمایش در هند می‌پردازد  و آن‌ها را بررسی می‌کند. این بهره به هفت بخش:
1. نمایش هندی
2. ناتیاشاسترا
3. نمایشنامه در ادبیات سنسکریت
4. آبهینایا
5. راسا (زیبایی‌شناسی درام در هند)
6. بنیان‌های فلسفی و بازنمایی نگرهٔ زیبایی شناسی هندی
7. مفهوم ساهرادایا و ویگهنا

تقسیم شده‌است. 
در بهرهٔ دوم هومن بابک، کتاب کاتاکالی اثر سادانام بالا کریشنان (یکی از استادان بزرگ کاتاکالی هند) را به فارسی برگردانده است. این بهره به تفصیل نمایش کاتاکالی را شرح داده است و دربرگیرندهٔ نه بخش است:
1. سرچشمه‌ها  و بنیان‌های کاتاکالی
2. ساهیتیاها(انجمن‌ها)
3. شیوه‌های آموزش
4. ترتیب اجرا
5. چهره‌پردازی، جامه‌ها و سرجامه‌ها
6. موسیقی
7. میم، زبان اشاره
8. شیوه‌های اجرای گوناگون
9. آیندهٔ کاتاکالی